# Olympische Winterspiele 2022/Teilnehmer (Malaysia)
| Gelbes Symbol für Goldmedaillen mit stilisierten Olympischen Ringen | Graues Symbol für Silbermedaillen mit stilisierten Olympischen Ringen | Braundes Symbol für Bronzemedaillen mit stilisierten Olympischen Ringen |
| ------------------------------------------------------------------- | --------------------------------------------------------------------- | ----------------------------------------------------------------------- |
| —                                                                   | —                                                                     | —                                                                       |

Malaysia nahm bei den Olympischen Winterspielen 2022 in Peking mit zwei Athleten, einer Frau und einem Mann, in einer Sportart teil. Es war nach 2018 die zweite Teilnahme des Landes an Olympischen Winterspielen.

## Teilnehmer nach Sportarten

### Ski Alpin
| Athleten           | Wettbewerbe  | 1. Lauf     | 1. Lauf | 2. Lauf       | 2. Lauf       | Gesamt        | Gesamt        |
| Athleten           | Wettbewerbe  | Zeit        | Rang    | Zeit          | Rang          | Zeit          | Rang          |
| ------------------ | ------------ | ----------- | ------- | ------------- | ------------- | ------------- | ------------- |
| Frauen             |              |             |         |               |               |               |               |
| Aruwin Salehhuddin | Slalom       | DNF         | DNF     | ausgeschieden | ausgeschieden | ausgeschieden | ausgeschieden |
| Aruwin Salehhuddin | Riesenslalom | 1:06,13 min | 46      | 1:06,15 min   | 38            | 2:12,28 min   | 38            |
| Männer             |              |             |         |               |               |               |               |
| Jeffrey Webb       | Slalom       | DNF         | DNF     | ausgeschieden | ausgeschieden | ausgeschieden | ausgeschieden |